# Truku
I Seddiq-Truku(patronimico)(太魯閣族, romanizzato anche Taroko) sono un popolo di aborigeni taiwanesi,che vivevano nelle alture dove oggi sorge il Parco Nazionale Taroko da cui prende il nome. Durante il primo ventennio del XX secolo, furono deportati per intero dall'allora governo coloniale Giapponese nelle pianure della costa orientale taiwanese. Oggi sono dislocati in vari villaggi nella provincia di Hualien. Lo Yuan Esecutivo della Repubblica di Cina ha ufficialmente riconosciuto i Truku come dodicesimo gruppo di aborigeni di Taiwan il 15 gennaio 2004, mentre prima questo popolo, insieme alle altre tribù Seediq, veniva classificato nel gruppo Atayal.